# Bầu cử lập pháp Áo 2024
Cuộc bầu cử lập pháp được tổ chức tại Áo vào ngày 29 tháng 9 năm 2024 để bầu ra nghị sĩ Hội đồng Quốc gia khóa 28, hạ viện của quốc hội lưỡng viện Áo.

## Kết quả
|                              |                              |           |        |        |     |     |
| Đảng                         | Đảng                         | Phiếu bầu | %      | +/–    | Ghế | +/– |
|                              | Đảng Tự do Áo                | 1.408.514 | 28.85  | +12.68 | 57  | +26 |
|                              | Đảng Nhân dân Áo             | 1.282.734 | 26.27  | -11.19 | 51  | –20 |
|                              | Đảng Dân chủ Xã hội Áo       | 1.032.234 | 21.14  | -0.04  | 41  | +1  |
|                              | NEOS                         | 446.378   | 9.14   | +1.04  | 18  | +3  |
|                              | Xanh                         | 402.107   | 8.24   | -5.66  | 16  | –10 |
|                              | Đảng Cộng sản – KPÖ Plus     | 116.891   | 2.39   | +1.70  | 0   | 0   |
|                              | Đảng Bia                     | 98.395    | 2.02   | +1.92  | 0   | 0   |
|                              | Danh sách Madeleine Petrovic | 28.488    | 0.58   | Mới    | 0   | Mới |
|                              | Không có câu nào ở trên      | 27.830    | 0.57   | +0.11  | 0   | 0   |
|                              | MFG Áo                       | 19.785    | 0.41   | Mới    | 0   | Mới |
|                              | Danh sách Gaza               | 19.376    | 0.40   | Mới    | 0   | Mới |
|                              | Vàng                         | 156       | 0.00   | Mới    | 0   | Mới |
| Tổng cộng                    | Tổng cộng                    | 4.882.888 | 100.00 | –      | 183 | 0   |
|                              |                              |           |        |        |     |     |
| Phiếu bầu hợp lệ             | Phiếu bầu hợp lệ             | 4.882.888 | 99.05  |        |     |     |
| Phiếu bầu không hợp lệ/trống | Phiếu bầu không hợp lệ/trống | 46.857    | 0.95   |        |     |     |
| Tổng cộng phiếu bầu          | Tổng cộng phiếu bầu          | 4.929.745 | 100.00 |        |     |     |
| Cử tri phiếu bầu đã đăng ký  | Cử tri phiếu bầu đã đăng ký  | 6.346.059 | 77.68  |        |     |     |
| Nguồn: Bộ Nội vụ, ORF        |                              |           |        |        |     |     |